# ベルトラン・タヴェルニエ
ベルトラン・タヴェルニエ（Bertrand Tavernier, 1941年4月25日 - 2021年3月25日）は、フランスの映画監督・脚本家である。リヨン出身。

## 略歴
法学生であったが映画批評を書くようになり、1964年にオムニバス映画『キス！キス！キッス！』で映画監督としてデビューした。
1974年の長編デビュー作『サン・ポールの時計台』がルイ・デリュック賞と第24回ベルリン国際映画祭銀熊賞を受賞。セザール賞では監督賞など、これまでに5度賞を受けている。
その後、1984年の『田舎の日曜日』で第37回カンヌ国際映画祭監督賞を、1989年の『素顔の貴婦人』で第2回ヨーロッパ映画賞審査員特別賞と第43回英国アカデミー賞外国語作品賞を、1995年の『ひとりぼっちの狩人たち』で第45回ベルリン国際映画祭金熊賞を受賞した。
また、ドキュメンタリーも多数製作しており、1992年の『La guerre sans nom』は上映時間が240分の大作である。
2009年にはトミー・リー・ジョーンズを主演に『エレクトリック・ミスト 霧の捜査線』をアメリカで製作。第59回ベルリン国際映画祭で上映された。同年、それまでの功績を称えられルネ・クレール賞を受賞。
2010年の『La princesse de Montpensie（モントピーリアの王女）』は同年の第63回カンヌ国際映画祭のコンペティション部門に出品され、2013年の『Quai d'Orsay（オルセー海岸）』は同年のサン・セバスティアン国際映画祭で脚本賞を受賞した。

## 親族
息子のニルス・タヴェルニエは俳優であり、『パッション・ベアトリス』にも出演した。その後、2000年に映画監督としてデビューしている。
娘のティファーとは『今日から始まる』の脚本を共同で執筆した。

## 監督作品
- サン・ポールの時計屋 L'Horloger de Saint-Paul（1974年）
- 祭よ始まれ Que la fête commence（1975年）
- 判事と殺人者 Le Juge et l'assassin（1976年）
- Des enfants gâtés（1977年）
- デス・ウォッチ（英語版） La mort en direct（1980年）
- Une semaine de vacances（1980年）
- Coup de torchon（1981年）
- Mississippi Blues（1983年）ドキュメンタリー
- 田舎の日曜日 Un dimanche à la campagne（1984年）
- ラウンド・ミッドナイト Round Midnight（1986年）
- パッション・ベアトリス La Passion Béatrice（1987年）
- 素顔の貴婦人 La vie et rien d'autre（1989年）
- ダディ・ノスタルジー Daddy Nostalgie（1990年）
- La guerre sans nom（1992年）ドキュメンタリー
- L.627（1992年）
- ソフィー・マルソーの三銃士 La Fille de d'Artagnan（1994年）
- ひとりぼっちの狩人たち L'Appât（1995年）
- Capitaine Conan（1996年）
- 今日から始まる Ca Commence Aujourd'hui（1999年）
- Histoires de vies brisées: les 'double peine' de Lyon（2001年）ドキュメンタリー
- レセ・パセ 自由への通行許可証 Laissez-passer（2002年）
- Holy Lola（2004年）
- エレクトリック・ミスト 霧の捜査線 In the Electric Mist（2009年）
- La princesse de Montpensier（2010年）
- Quai d'Orsay（2013年）